# World 1-1

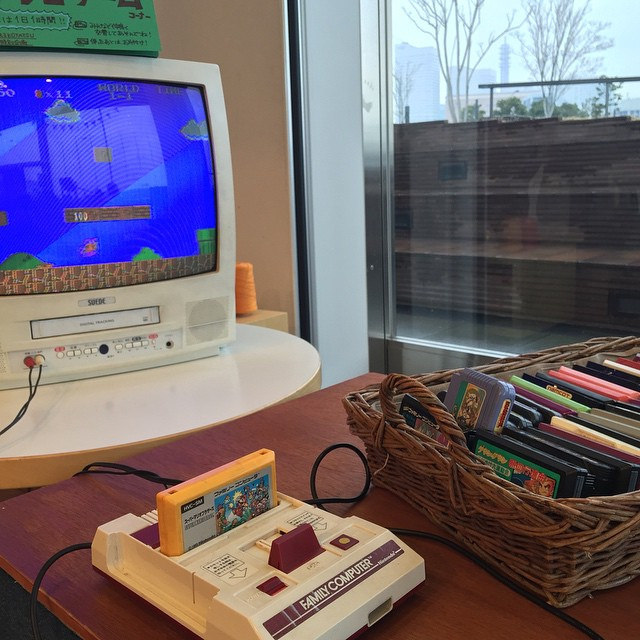
World 1-1 auf einem Nintendo Family Computer (Famicom)

World 1-1 (engl. für Welt 1-1) ist die Bezeichnung des ersten Levels im Videospiel Super Mario Bros., das 1985 für das Nintendo Entertainment System (NES) erschien. Das Level wurde von Shigeru Miyamoto als eine Form eines Tutorials für neue Spieler, das ihnen die grundlegenden Spielelemente des Spiels vorstellen und beibringen sollte, designt. World 1-1 ist das wohl bekannteste und eines der ikonischsten Level der Videospielgeschichte und wurde weitgehend nachgeahmt und parodiert.

## Design

### Philosophie
Zu der Zeit, als Super Mario Bros. veröffentlicht wurde, waren Tutorials in Computerspielen unüblich. Die Öffnungsabschnitte in NES-Spielen wie Metroid, The Legend of Zelda und Super Mario Bros. sind alle so entworfen, dass der Spieler dazu gezwungen ist, sich mit den grundlegenden Spielmechaniken des jeweiligen Spiels vertraut zu machen, um weiter im Spielgeschehen voranzukommen.
Bis auf ein paar wenige Ausnahmen bestehen alle Level in Super Mario Bros. nach World 1-1 aus Variationen der Elemente, die im Level bereits mindestens einmal vorgekommen sind.
In einem Interview mit dem britischen Online-Computerspielmagazin Eurogamer erklärte Shigeru Miyamoto, dass er World 1-1 so konzipiert habe, dass es alles enthalte, was ein Spieler brauche, um „gradually and naturally understand what they’re doing“ („allmählich und natürlich zu verstehen, was er tut“), damit er schnell verstehen könne, wie das Spiel funktioniere. Laut Shigeru Miyamoto kann der Spieler, sobald er die Spielmechanik verstanden hat, freier spielen, und das Spiel, das er spielt, wird „their game“ („sein Spiel“).

### Aufbau

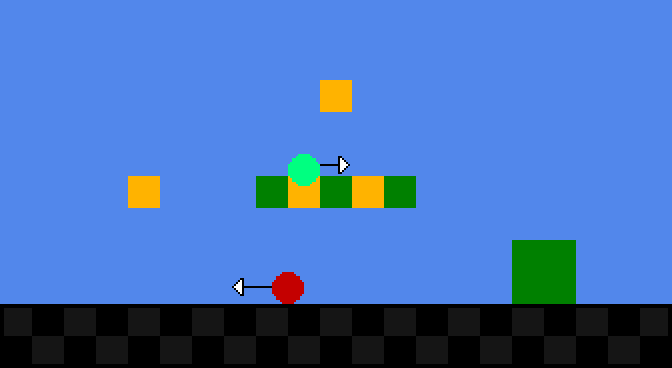
Schematischer Aufbau des ersten Bildschirmausschnitts von World 1-1. Der Gumba (rot) läuft auf den Spawnpunkt des Spielers (ganz links) zu und muss entweder übersprungen oder durch Springen auf ihn besiegt werden, um voranzukommen. Der Pilz (hellgrün) erscheint, nachdem der Spieler den zweiten Fragezeichen-Block von links aktiviert hat und bewegt sich nach rechts, bis er von der Plattform herunterfällt und von der Röhre (grün) abprallt und auf den Spielerspawnpunkt gelenkt wird.

Zu Beginn von World 1-1 stößt der Spieler, der die Kontrolle über Mario übernimmt, auf einen Gumba, der sich ihm langsam nähert. Laut 1Up.com ist es wahrscheinlich, dass dieser erste Gegner einen neuen Spieler tötet, obwohl dieser leicht vermieden werden kann, indem er darüber springt.
Nach diesem ersten Gegner kommt eine Reihe von Blöcken, von denen einige Fragezeichenblöcke sind. Wenn der Spieler gegen einen dieser Fragezeichenblöcke von unten springt, so kommt jeweils eine Münze aus diesen heraus. Laut Miyamoto wird das Herauskommen einer Münze „make [the player] happy“ („[den Spieler] glücklich machen“) und dazu führen, dass der Spieler diese Aktion wiederholen will. Wenn der Spieler dies für den zweiten Fragezeichenblock tut, kommt ein Pilz heraus, ein Power-Up, das dem Spieler nicht bekannt ist. Der Spieler hat von den Goomba gelernt, dass pilzförmige Wesen feindlich sind. Daher versucht der Spieler, über den Pilz zu springen, um einen möglichen Tod dadurch zu vermeiden, doch dieser bewegt sich nach rechts, bis er von der Plattform herunterfällt und gegen die Röhre kommt und so auf den Spieler gelenkt wird. Die Blöcke sind so angeordnet, dass ein Spieler, der durch Springen versucht, dem Pilz auszuweichen, sofort von den Blöcken über ihn nach unten auf den Pilz gelenkt wird, wodurch der Spieler das Power-Up einsammelt. Wenn Mario vom Pilz berührt wird, wächst er an Größe, ein weiterer positiver Effekt auf den Spieler.

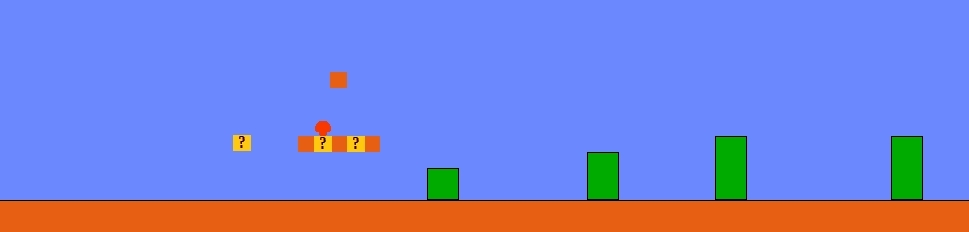
Schematischer Aufbau des etwa ersten Drittels von World 1-1. Zu erkennen: Die Röhren, zwischen denen jeweils eine Grube liegt.

Nach dieser Blockformation folgt eine Reihe von vier vertikalen Röhren, zwischen denen jeweils eine Grube ist, über die gesprungen werden muss. Jede dieser Röhren hat eine andere Höhe und lehrt den Spieler so auf subtile Weise, dass sein Sprung umso höher ist, je länger er den Sprungknopf gedrückt hält. Bei Begegnungen mit unterschiedlich großen Gruben kann der Spieler feststellen, wie er seine Mittel zum Anlaufen verwendet, da mit Anlauf ein längerer Sprung über die Gruben möglich ist. Darüber hinaus hat Miyamoto dafür gesorgt, dass einige Gruben Böden haben und aus ihnen einfach herausgesprungen werden kann, sodass der Spieler nicht dazu gezwungen ist, das gesamte Level erneut zu versuchen.
World 1-1 enthält außerdem einige Geheimnisse wie eine Warpröhre, die zu einem Bonusraum führt, und einen versteckten Block, der ein 1-Up enthält, welche die Spieler vor allem durch Wiederholung entdecken können. Die Warpröhre ermöglicht es dem Spieler, einen großen Teil des Levels zu überspringen, sodass bereits mit dem Spiel vertraute Spieler bei wiederholtem Spielen des Spiels schneller vorankommen.

## Rezeption
World 1-1 wird von vielen als eines der ikonischsten Videospiel-Levels bezeichnet. Chris Kerr vom Computerspielmagazin Gamasutra beschrieb es als „legendary“ („legendär“).
Boston Blake von Game Rant bewertete es als eines der besten Level in Videospielen überhaupt. Das Level „ignited a love for gaming in the hearts of gamers around the world“ („entzündete eine Liebe zum Spielen in den Herzen von Spielern aus aller Welt“).
Jon Irwin von Paste beschrieb das Level als „master-class in teaching players how to play“ („Meisterklasse im Lehren von Spielern, wie man spielt“).
Jeremy Parish von 1Up.com urteilte, dass „much of the game's success arose from the fact that it equipped players with the tools to master it from the very beginning“ („Ein Großteil des Erfolges des Spiels [...] auf der Tatsache [beruht], dass es die Spieler von Anfang an mit den Werkzeugen ausstattete, um es zu meistern“). Er bezeichnete World 1-1 von Super Mario Bros. 2012 als „den am meisten imitierten, referenzierten und parodierten Level eines Videospiels“ („the most widely imitated, referenced, and parodied single level of a video game“).

### Weitgehende Auswirkungen
Die in Super Mario Bros. eingeführte Spieldesignphilosophie, die als „learning through play“ („Lernen durch Spielen“) bezeichnet wird, wurde in alle Videospiele implementiert, an denen Miyamoto seitdem gearbeitet hat. World 1-1 hat spätere Super-Mario-Spiele wie das erste Level von Super Mario 3D World maßgeblich beeinflusst.